# Aree naturali protette dell'Abruzzo

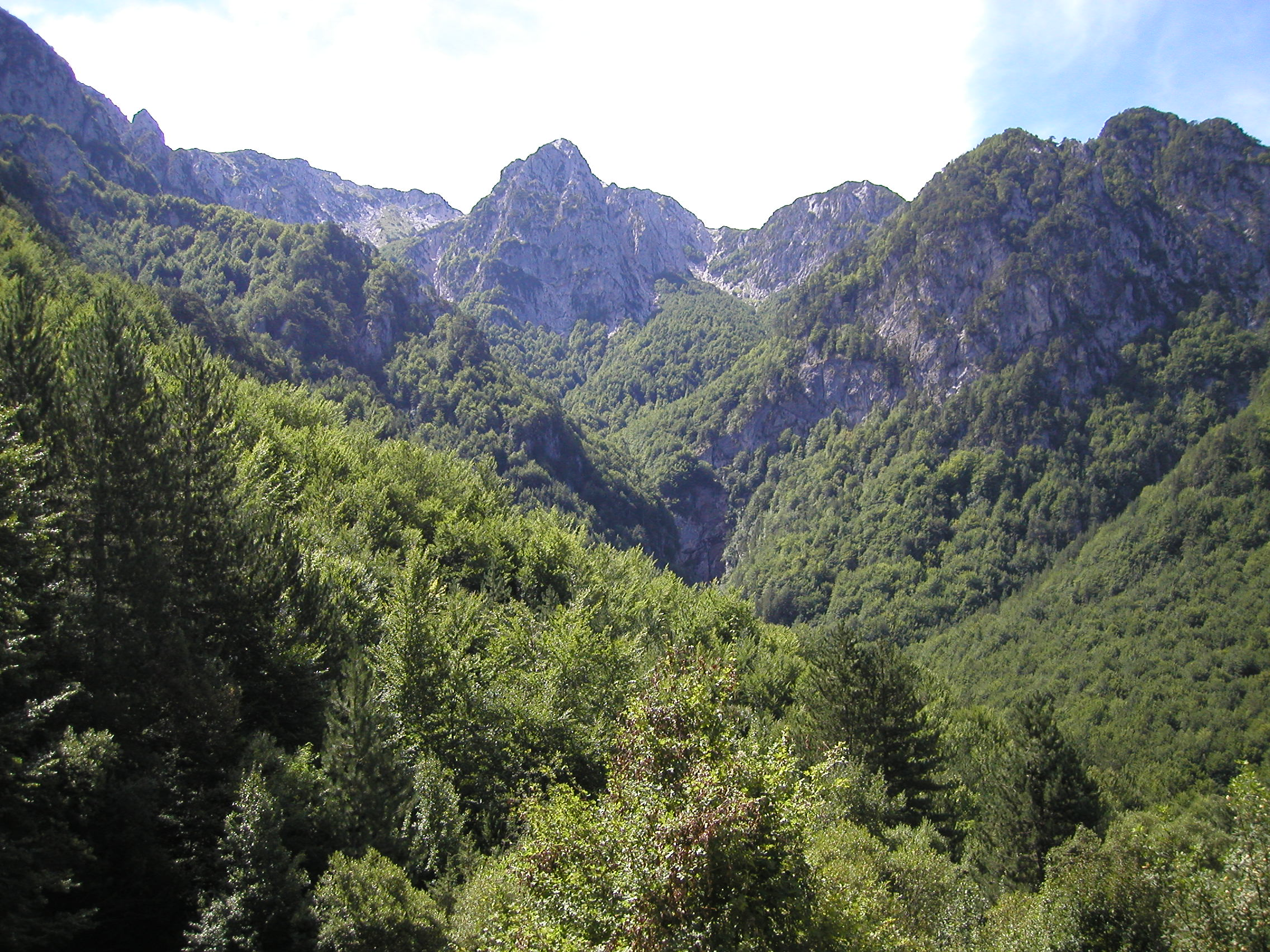
Parco nazionale d'Abruzzo, Lazio e Molise

Le numerose aree naturali protette dell'Abruzzo sono uno dei motivi dello sviluppo turistico della regione. Oltre ad ospitare tre dei più importanti parchi nazionali d'Italia, l'Abruzzo si colloca al primo posto in Italia per percentuale di superficie protetta, pari al 37% del territorio regionale.

## Parchi nazionali

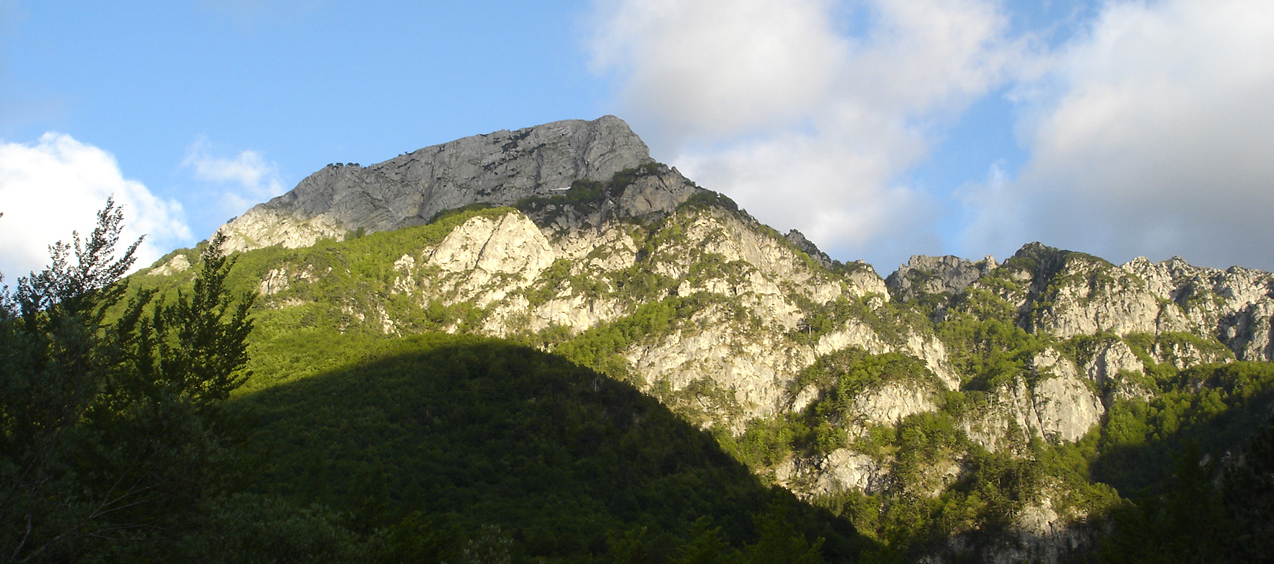
Il monte Sterpi d'Alto nel cuore della riserva naturale integrale della Camosciara (Monti della Meta)

### Parco nazionale d'Abruzzo, Lazio e Molise
Il Parco Nazionale d'Abruzzo, Lazio e Molise fu istituito nel 1923. È compreso per la maggior parte (3/4 circa) nella provincia dell'Aquila in Abruzzo e per il rimanente in quella di Frosinone nel Lazio ed in quella di Isernia nel Molise. La direzione del parco è a Pescasseroli. Il Parco Nazionale d'Abruzzo è il più antico parco degli Appennini ed ha avuto un ruolo molto importante nella conservazione di alcune tra le specie faunistiche italiane più importanti: lupo, camoscio d'Abruzzo ed orso bruno marsicano. È ricoperto da boschi di faggio per circa due terzi della sua superficie. A quote superiori, nelle pietraie, crescono i pini mugo, altrimenti pochissimo diffusi negli Appennini. Altra fauna caratteristica del parco è il cervo, il capriolo, il cinghiale ed il picchio di Lilford.
[

### Parco nazionale del Gran Sasso e Monti della Laga

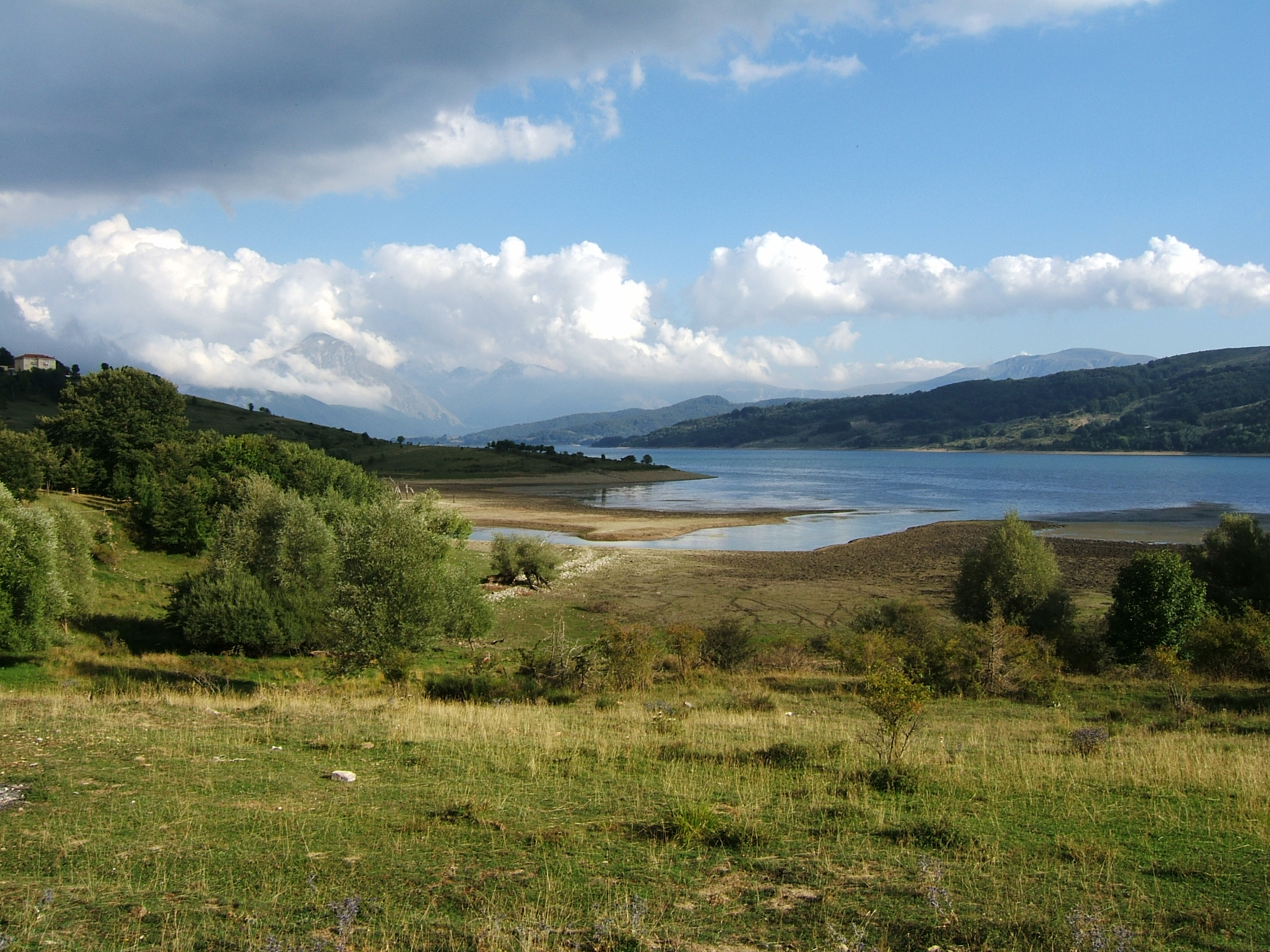
Riserva naturale del Lago di Campotosto nel Parco nazionale del Gran Sasso e Monti della Laga

Il parco si estende per una superficie di circa 201.400 ettari, su un terreno prevalentemente montuoso. È compreso fra le province di Teramo, Rieti, L'Aquila e Pescara.L'importanza dell'area è relativamente recente, incrementata grazie alle reintroduzioni di esemplari di Camoscio d'Abruzzo e grazie alla recente ricolonizzazione da parte del Lupo appenninico entrambe specie originarie del parco nazionale d'Abruzzo. L'ambiente è stato fortemente degradato a causa della costruzione del traforo del Gran Sasso e dei laboratori scientifici vicini, portando all'abbassamento della falda acquifera in tutto il sistema montuoso. Importanti presenze floristiche sui monti della Laga.

### Parco nazionale della Maiella

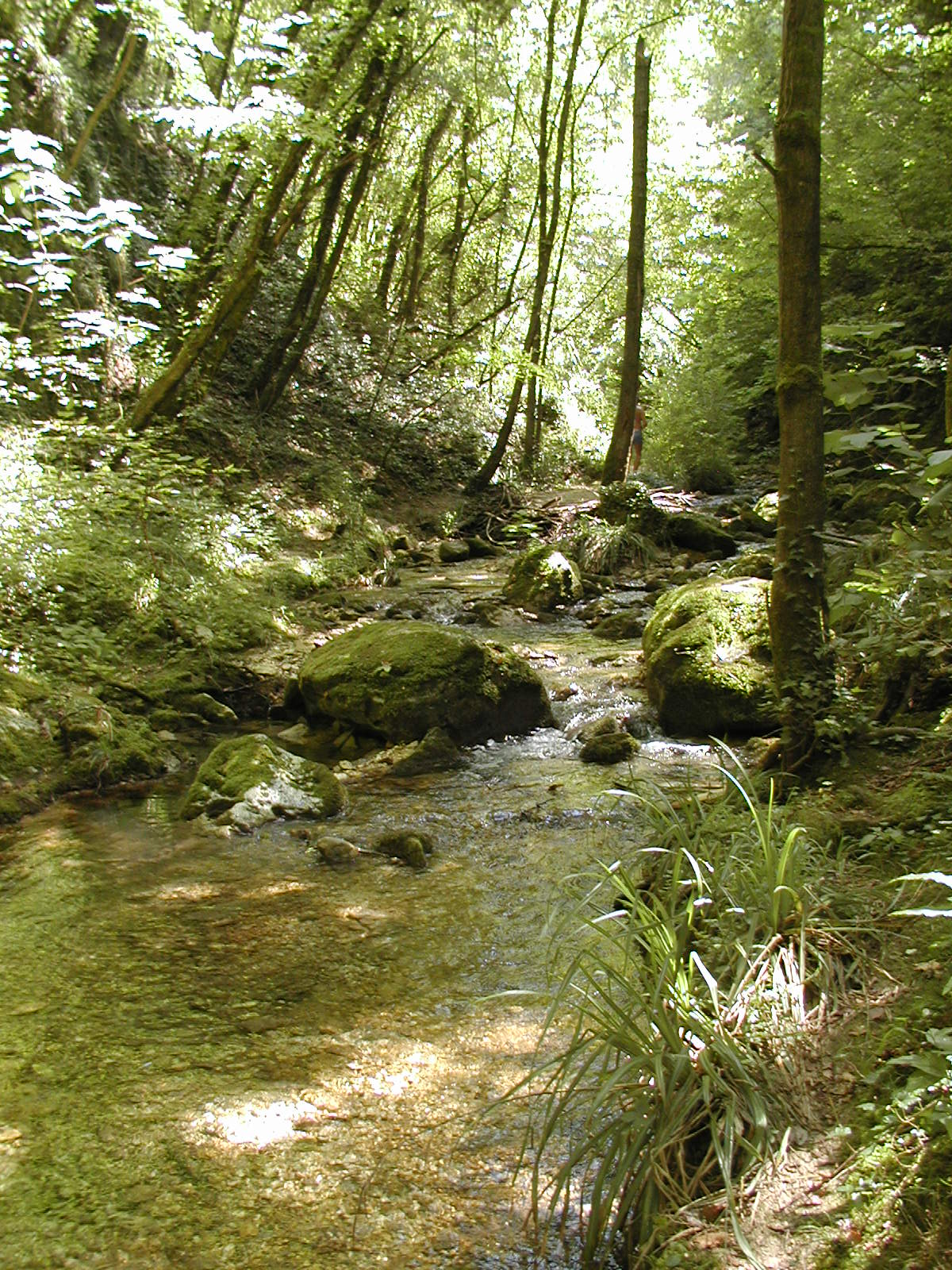
Serramonacesca sulla Maiella

Il parco nazionale della Maiella, istituito nel 1991, è uno dei tre parchi nazionali dell'Abruzzo, compreso tra le province dell'Aquila e di Chieti. La maggiore vetta compresa nell'area del parco è quella del Monte Amaro che raggiunge i 2.793 metri. Nel parco sono state censite oltre 1.700 specie vegetali che rappresentano all'incirca un terzo di tutta la flora italiana; alcune specie sono state per la prima volta identificate dai botanici proprio in loco (spesso endemismi), fra cui l'Aquilegia majellensis e Gentiana magellensis. Le specie animali sono invece oltre 150, tra cui posto di rilievo spetta al piviere tortolino.

## Parchi regionali

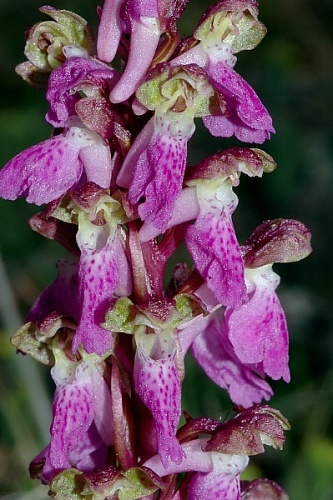
Orchis spitzelii

### Parco naturale regionale Sirente-Velino
Nel parco risultano censite 1.926 entità floristiche; 216 Specie Vertebrati; 149 Uccelli; 43 Mammiferi; 13 Rettili; 11 Anfibi, come da sito ufficiale del parco. Di rilevanza scientifica la flora che annovera specie mai segnalate prima sul massiccio del Velino come la Nigritella rubra widderi, l'Orchis spitzelii e la Paeonia officinalis. Nei boschi di faggi e betulle il mammifero più interessante presente è sicuramente il gatto selvatico, che si pensava scomparso dalla zona. Un incontro interessante, quanto fortunato è quello con gli orsi marsicani, che ha dato anche qualche problema agli abitanti della zona, viste le non infrequenti visite nei pollai, e arnie degli agricoltori locali.
Alla presenza costante del Lupo appenninico si affianca quella della Volpe, la Lepre, la Faina e la Donnola. Gli ornitologi possono osservare diverse specie di rapaci, l'aquila reale, il gufo reale, lo sparviero e la poiana, oltre a specie più piccole.

### Riserve statali

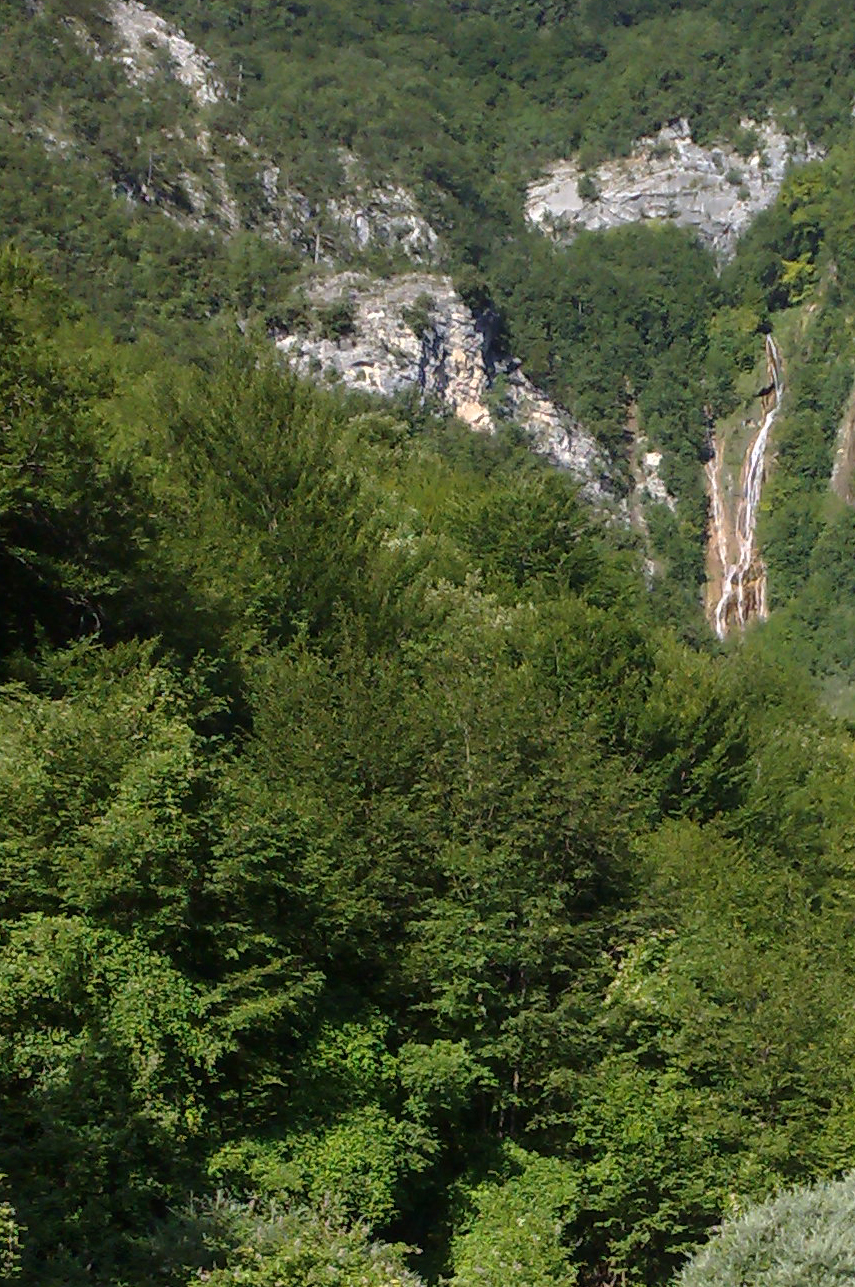
La cascata di Zompo lo Schioppo a Morino

- Riserva naturale Pineta di Santa Filomena
- Riserva naturale Valle dell'Orfento I
- Riserva naturale Valle dell'Orfento II
- Riserva naturale del Lago di Campotosto
- Riserva naturale Pantaniello
- Riserva naturale Quarto Santa Chiara
- Riserva naturale Fara San Martino-Palombaro
- Riserva naturale Feudo Ugni
- Riserva naturale Lama Bianca di Sant'Eufemia a Maiella
- Riserva naturale Monte Rotondo
- Riserva naturale Monte Velino
- Riserva naturale Piana Grande della Maielletta

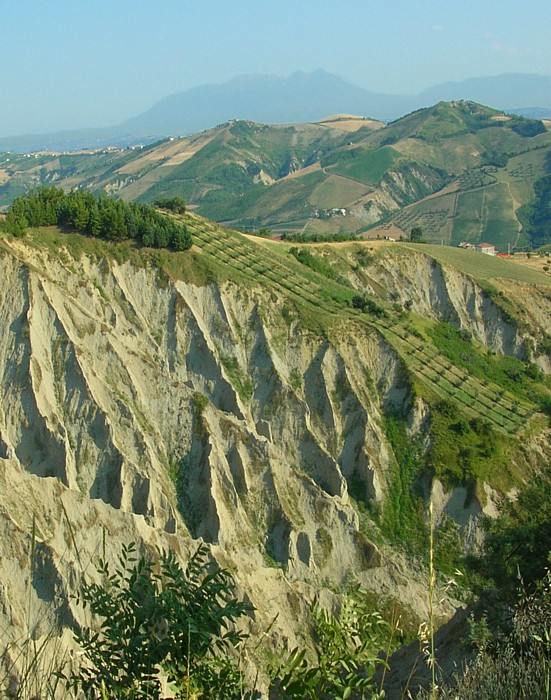
La riserva naturale guidata Calanchi di Atri

- Riserva naturale Colle di Licco
- Riserva naturale Feudo Intramonti

### Riserve regionali

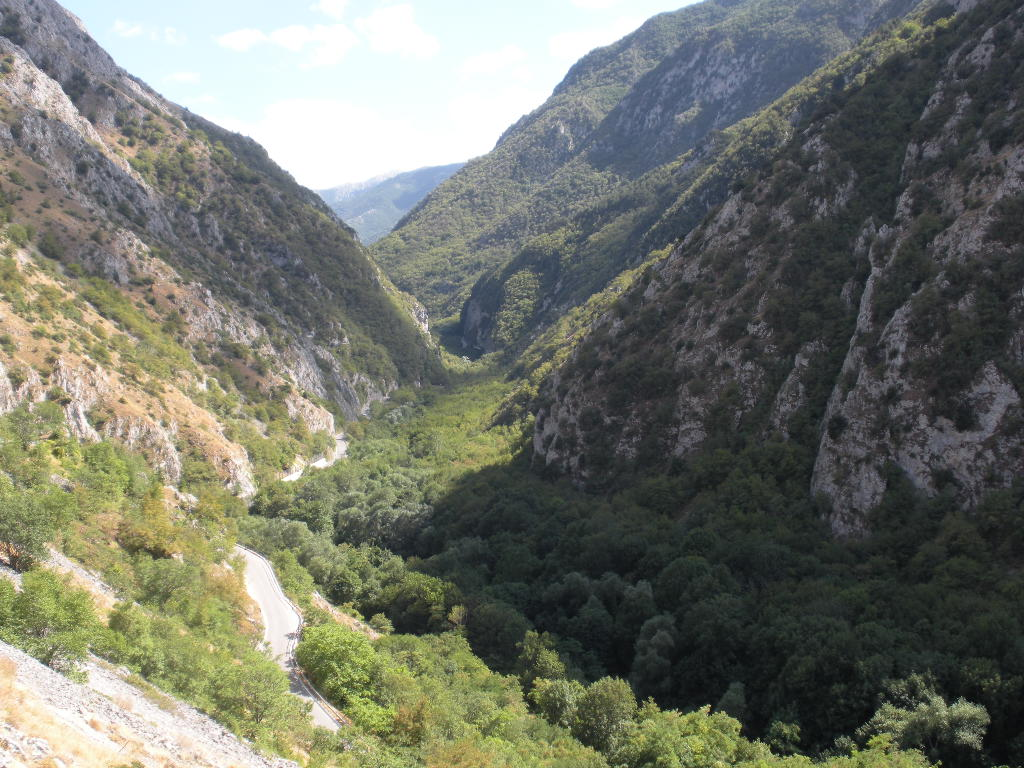
Riserva naturale guidata Gole del Sagittario

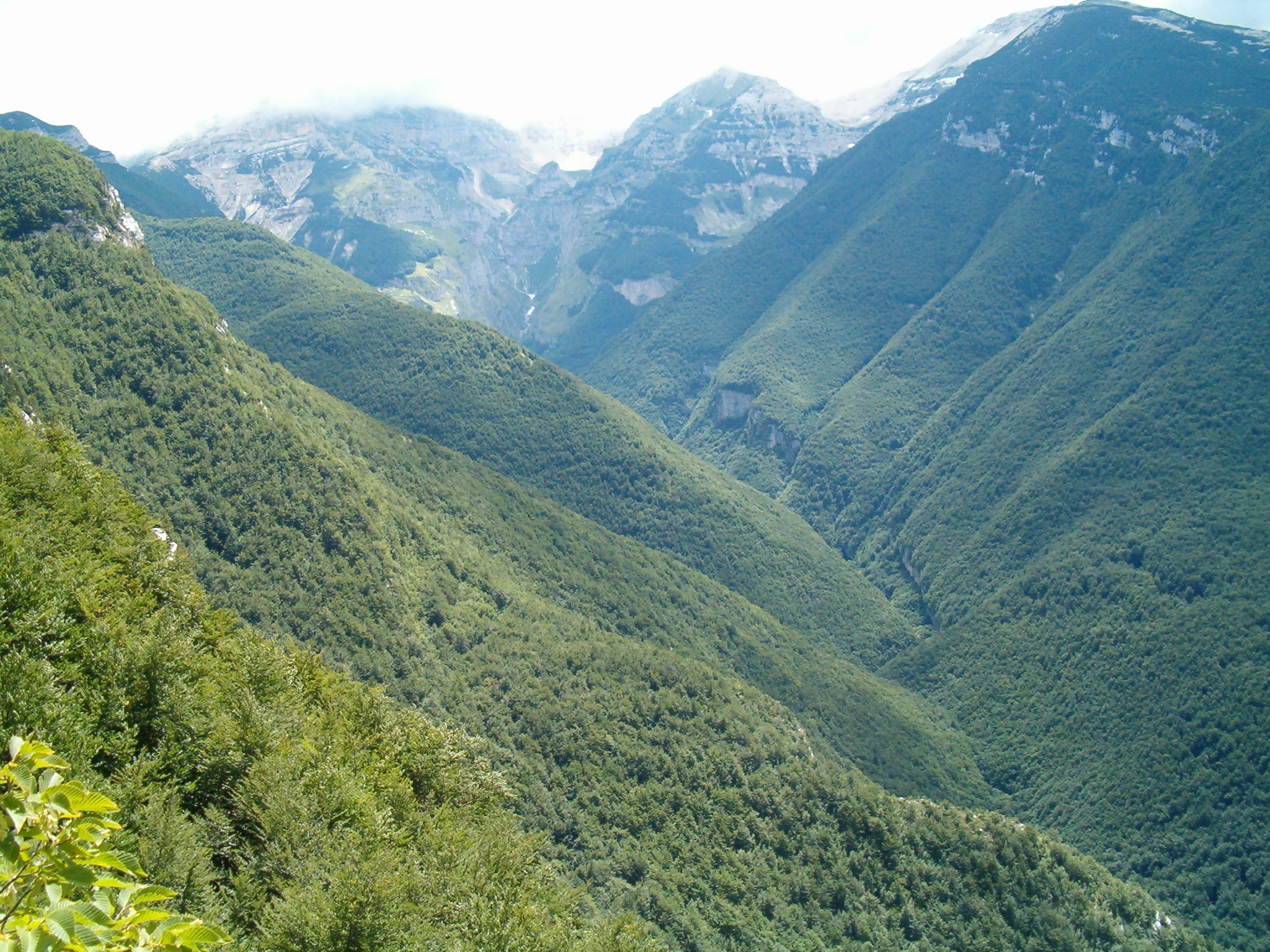
Riserva naturale Valle dell'Orfento

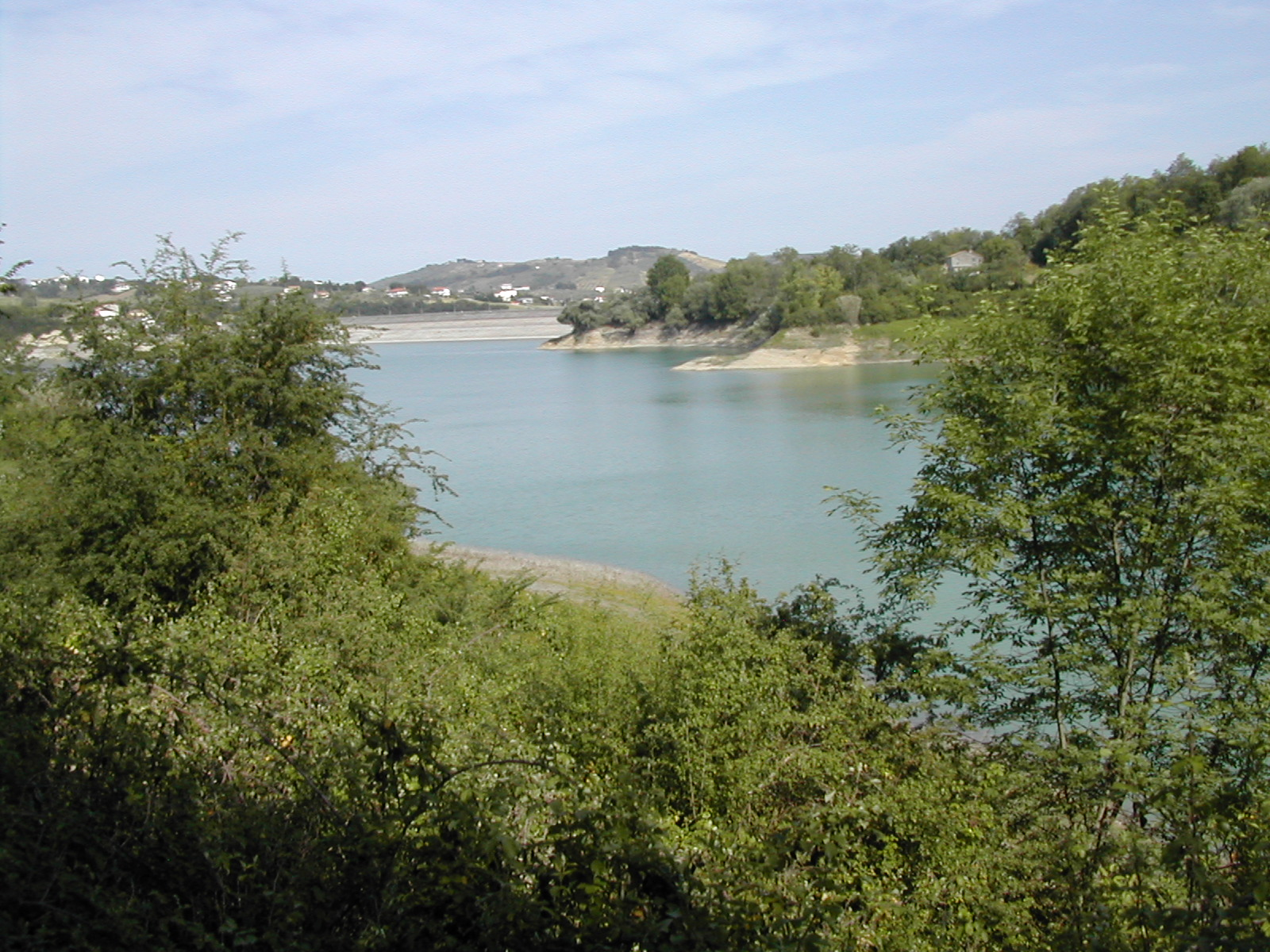
Riserva naturale controllata Lago di Penne

- Riserva naturale Punta dell'Acquabella
- Riserva naturale Ripari di Giobbe
- Riserva naturale guidata Abetina di Rosello
- Riserva naturale guidata Bosco di Don Venanzio
- Riserva naturale guidata Calanchi di Atri
- Riserva naturale guidata Cascate del Verde
- Riserva naturale controllata Castel Cerreto
- Riserva naturale guidata Gole del Sagittario
- Riserva naturale guidata Gole di San Venanzio
- Riserva naturale speciale delle Grotte di Pietrasecca
- Riserva naturale controllata Lago di Penne
- Riserva naturale controllata Lago di Serranella
- Riserva naturale guidata Lecceta di Torino di Sangro
- Riserva naturale guidata Monte Genzana e Alto Gizio
- Riserva naturale guidata Monte Salviano
- Riserva naturale di interesse provinciale Pineta Dannunziana
- Riserva naturale guidata Punta Aderci
- Riserva naturale guidata Sorgenti del Fiume Pescara
- Riserva naturale guidata Zompo lo Schioppo
- Riserva naturale regionale Grotte di Luppa

Non incluse nell'EUAP
- Riserva regionale Bosco di Sant'Antonio
- Riserva regionale Gole del Salinello
- Riserva regionale Maiella Orientale
- Riserva regionale Valle del Foro
- Riserva regionale Valle dell'Orta
- Riserva regionale Voltigno e Valle d'Angri

### Zone umide
- Lago di Barrea

### Altre aree
- Oasi naturale Abetina di Selva Grande
- Parco territoriale attrezzato Sorgenti solfuree del Lavino
- Parco territoriale attrezzato Fiume Fiumetto
- Parco territoriale attrezzato di Vicoli
- Parco territoriale attrezzato delle Sorgenti del Fiume Vera
- Parco territoriale attrezzato dell'Annunziata
- Parco territoriale attrezzato del Fiume Vomano
- Parco territoriale attrezzato Città S. Angelo con annesso Orto Botanico non incluso nell'EUAP
- Riserva naturale guidata Grotta delle farfalle nei comuni di Rocca San Giovanni e San Vito Chietino.
- Oasi del Lago di Alanno - Piano d'Orta non incluso nell'EUAP